# Réserve faunique de Port-Cartier–Sept-Îles
La réserve faunique de Port-Cartier–Sept-Îles est une réserve faunique du Québec située au nord-ouest de Port-Cartier au Québec (Canada). Ce territoire créée en 1965 a une superficie de 6 423 km2. Il est administré par la Sépaq.

## Toponymie
Le nom de la réserve faunique reprend de nom des villes de Port-Cartier et Sept-Îles. Le nom était plus justifié en 1965, quand les limites de la réserve s'étendaient jusqu'au nord de la Sept-Îles. Elle l'est moins depuis 1979, alors que l'on ne peut accéder par la réserve seulement à partir de Port-Cartier.

## Histoire
La réserve de chasse et de pêche de Sept-Îles–Port-Cartier a été créée en 1965 à l'intérieur de la réserves à castor du Saguenay dans le but de assurer la conservation et le trappage de cette espèce au bénéfice des Autochtones. Sa superficie initiale était de 8 417 km2 et elle s'étendait au nord de Port-Cartier et Sept-Îles. Le territoire de cette réserve de chasse et pêche a été réduite une première fois à 8 063 km2 en 1976 et une seconde fois à 6 422 km2 en 1979. En 1980, elle change de statut pour devenir la réserve faunique de Sept-Îles–Port-Cartier. En 1999, le nom des deux villes sont inversées pour devenir la réserve faunique de Port-Cartier–Sept-Îles.